# Нагорный (городской округ Верхняя Пышма)
Нагорный — посёлок, входящий в состав территории администрации Мостовского сельского совета городского округа Верхняя Пышма Свердловской области. Расположен  в 5 км от автомагистрали Екатеринбург — Невьянск, расстояние от г. Верхняя Пышма — 14 км на северо-северо-восток (на автомобиле 21 км). Ближайшие населенные пункты: п. Соколовка, п. Красный Адуй, п. Красный, п. Глубокий Лог, п. Половинный, с. Мостовское, п. Кедровое.
Численность населения по результатам переписи 2010 год составляет 78 человек.
Поселок находится на северном берегу Нагорного водохранилища реки Адуй.  Рядом с посёлком находится аэродром "Балтым" . К 2024 году планируется постройка парка культуры и отдыха. Площадь поселка 10,440 кв.км.

## История
Считается, что история поселка началась с 1930-х годов во время массового выселения кулаков. Строящемуся Уралмашу и Пышминскому медеэлектролитному заводу нужен был лес, так и возникло на этом месте богатым лесом спецпоселение «323-й квартал», жители которого занимались лесозаготовками. Потом возник колхоз имени XVII партсъезда, который в послевоенное время давал огромные урожаи и надои молока. Работала в поселке также школа № 15, но её закрыли после открытия школы № 24 в Кедровом.

## Транспорт
Со вторника по четверг ходит автобус № 112 г. Верхняя Пышма — п. Нагорный, с. Мостовское. Отправление из Верхней Пышмы в 7:45, 17:45. Отправление из п. Нагорный в 8:35, 18:35.  В посёлке работает такси-сервис Яндекс Такси ,а в 4 х километрах от посёлка действует частный аэродром.

## Улицы
- ул. Восточная
- ул. Заречная
- ул. Клубная
- ул. Нагорная
- ул. Новая
- ул. Победы
- ул. Родниковая
- ул. Учебная